# فیصل درویش
فیصل درویش (عربی: فيصل درويش فرج؛ زادهٔ ۳ ژوئیهٔ ۱۹۹۱) یک بازیکن فوتبال اهل عربستان سعودی است.
از باشگاه‌هایی که در آن بازی کرده‌است می‌توان به الهلال عربستان و الرائد عربستان اشاره کرد.